# Amphipterygium adstringens
Amphipterygium adstringens är en sumakväxtart som först beskrevs av Schlechtend., och fick sitt nu gällande namn av Christian Julius Wilhelm Schiede och Standley. Amphipterygium adstringens ingår i släktet Amphipterygium och familjen sumakväxter. Inga underarter finns listade i Catalogue of Life.